# Agustín Bardi
Agustín Bardi (* 13. August 1884 in Las Flores; † 21. April 1941) war ein argentinischer Tangokomponist, Geiger und Pianist.

## Leben und Wirken
Bardi spielte bereits im Alter von acht Jahren Gitarre in der Karnevaltruppe Los Artesanos de Barracas. Er absolvierte eine Ausbildung als Telegrafist bei Ferrocarril del Sud und arbeitete nach dem Militärdienst bis 1935 bei der Firma La Cardagora, wo er zuletzt als Generalmanager tätig war. Er wechselte dann zu der Firma Pampa in Barracas, die Klavierrollen vertrieb, schließlich vertrieb er selbständig Klavierrollen für das Label Olympus.
Ab 1905 studierte Bardi Violine, und 1908 begann er als professioneller Musiker zu arbeiten. 1910 wurde er als Pianist Mitglied des Quartetts von Genaro Expósito. Auch in Carlos Macchis Quartett spielte er Klavier. Er wurde dann Mitglied im Orchester Vicente Grecos, dem er seine erste Komposition Vicentito widmete. Von 1914 bis 1916 trat er mit Eduardo Arolas auf. Ab 1916 arbeitete er als Stummfilmpianist mit dem Bandoneonisten Graciano de Leone und dem Geiger Eduardo Monelos. Anfang 1924 unternahm er eine Tournee durch Argentinien mit Graciano de Leone.
Nach seinem Ausscheiden bei La Cardagora studierte Bardi Harmonielehre und Komposition bei dem Priester José Spadavecchia und widmete sich vor allem der Komposition. Er komponierte etwa 70 Stücke, vorwiegend Tangos, von denen 30 unveröffentlicht sind. Seinen letzten Tango begann er am Tage seines überraschenden Todes zu komponieren. Er wurde von Julio De Caro vollendet, erhielt den Titel Sus últimas notas und wurde von Joaquín Do Reyes uraufgeführt. Bardi gehört zu den Gründern der Sociedad Argentina de Autores y Compositores de Música (SADAIC). Sein Sohn Carlos Bardi wurde ebenfalls als Komponist bekannt.

## Kompositionen
- Vicentito
- Lorenzo
- Gallo ciego
- C. T. V.
- ¡Qué noche!
- La última cita
- Nunca tuvo novio
- El cuatrero
- El rodeo
- Chuzas
- Barranca abajo
- Cabecita negra
- El abrojo
- El pial
- Adiós, pueblo
- La racha
- El paladín
- Independiente Club
- La guiñada
- El baquiano
- El taura
- Se han sentado las carretas
- Polvorita
- Florcita
- Pico blanco
- Gente menuda
- El buey solo
- La última cita
- Tiernamente
- Tierrita
- Rezagao
- Misterio
- Sin hilo en el carretel
- Amén
- Florentino
- Golondrina
- Cachada
- No me escribas”, “
- Madre hay una sola
- Triste queja
- En su ley
- Acuérdate de mí
- Las 12 menos 5
- Se lo llevaron
- A la sombra del recuerdo
- Confidencia
- Oiga compadre
- Flirteando
- Nocturno
- Tené cuidao